# Premis Serrat i Bonastre
Els Premis Serrat i Bonastre són uns premis de periodisme que atorguen l'Associació i Col·legi d'Enginyers Industrials de Catalunya en honor de l'enginyer Josep Serrat i Bonastre.
Aquest premi es convoca anualment per tal de guardonar l'obra periodística publicada que millor difusió hagi fet dels treballs, innovacions o aportacions de l'enginyeria industrial o de la professió d'enginyer industrial a la societat, en l'actualitat o amb perspectiva històrica. Els premis es venen atorgant des del 1996 (l'edició del 2008 era la XIII).
S'hi inclouen tres categories: Ràdio, Premsa Escrita i Televisió. No sempre s'atorguen les tres categories i en alguna ocasió, com ara els any 2011 i 2012, s'especifica que s'atorga "en categoria única".

## Guanyadors
Llista incompleta dels guanyadors:
2001
- Francisco Javier Casinos Comas[5]

2002
- Mònica Terribas pel programa La nit al dia, de TV3.[6]

2005
- Punt omega (El 33).[7]

2006
- Ràdio: Glòria Serra, directora i presentadora del programa Matins.COM.[8]

2007
- Ràdio: El matí de Catalunya Ràdio
- Premsa Escrita: El Punt
- Televisió: Jordi Martí pel programa Article 20 (Localia TV)

2008
- Ràdio: Valèria Aubareda (Serveis Informatius de Catalunya Ràdio)
- Premsa: Albert Gimeno (La Vanguardia)
- Televisió: Cuatro

2009
- Ràdio: Suc de coco (Catalunya Ràdio)[11]
- Premsa Escrita: Josep Maria Ureta (El Periódico de Catalunya)

2010
- Ràdio: Manel Fuentes (El matí de Catalunya Ràdio)
- Premsa Escrita: Pau Baquero Ródenas, cap d'opinió de La Vanguardia

2011
- La Vanguardia

2012
- Expansión

2013
- Secció d'economia de La Vanguardia[13]

2014
- Els matins (TV3)[14]

2015
- Serveis Informatius de Catalunya Ràdio[15]

2016
- Valor afegit (TV3)[16]

2017
- Premsa escrita: Marta Sardà (L'Econòmic)

2018
- Piergiorgio M. Sandri, periodista de La Vanguardia especialista en robòtica i noves tecnologies.[17]